# 四天王

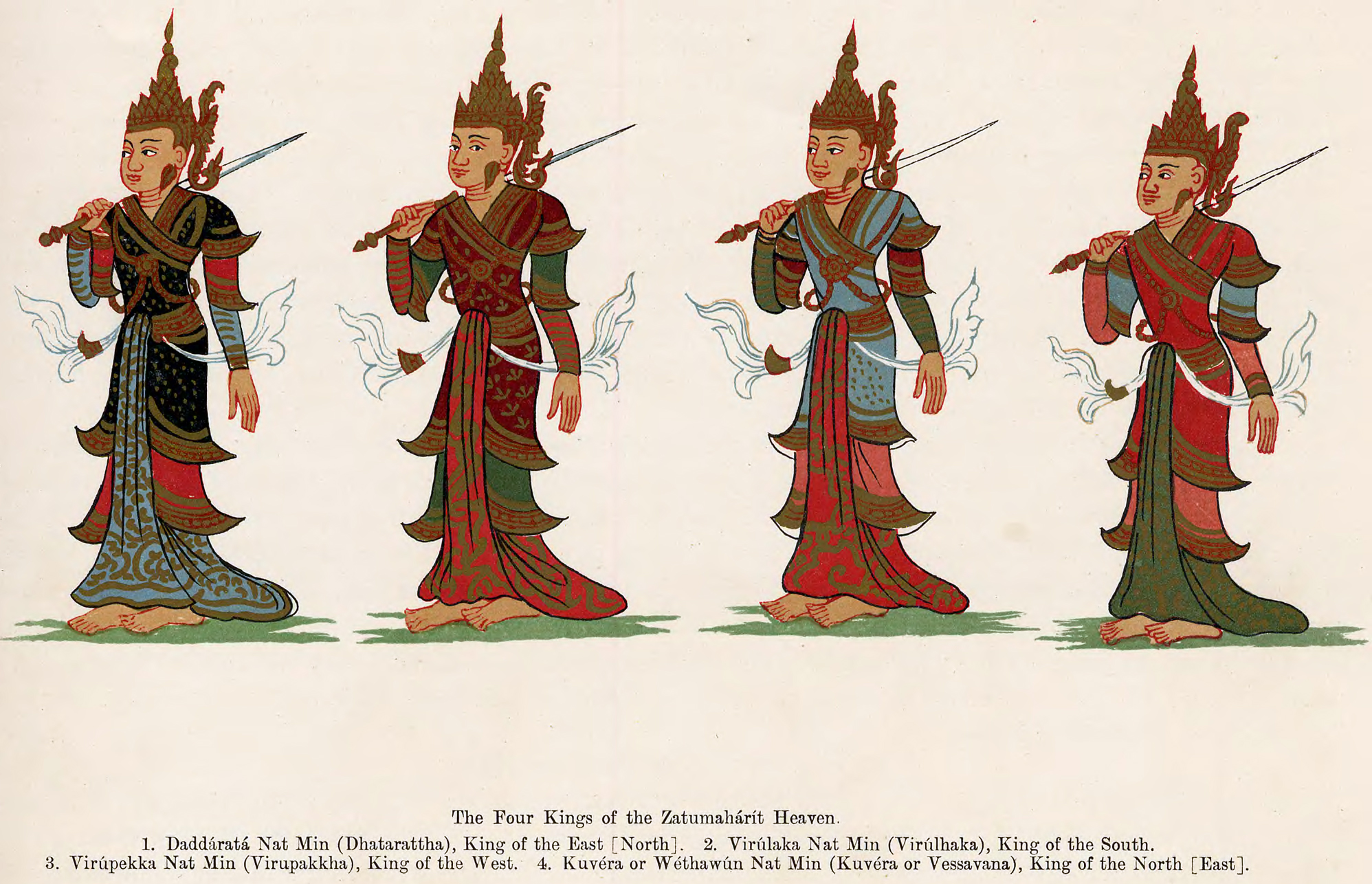
ビルマの四護神を表した図

四天王（してんのう、梵: Caturmahārāja[チャトゥル・マハーラージャ]）は仏教における神々であり、六欲天の第1天、四大王衆天（しだいおうしゅてん、四王天、梵: Cāturmahārājika [チャートゥル・マハーラージカ]）の主。四大王（しだいおう）ともいう。
東方の持国天（じこくてん）、南方の増長天（ぞうちょうてん）、西方の広目天（こうもくてん）、北方の多聞天（たもんてん）の四神。それぞれ須弥山・中腹に在る四天王天の四方にて仏法僧を守護している。須弥山頂上の忉利天（とうりてん）に住む帝釈天に仕え、八部鬼衆を所属支配し、その中腹で共に仏法を守護する。

## 一覧

中国北京大覚寺の四天王
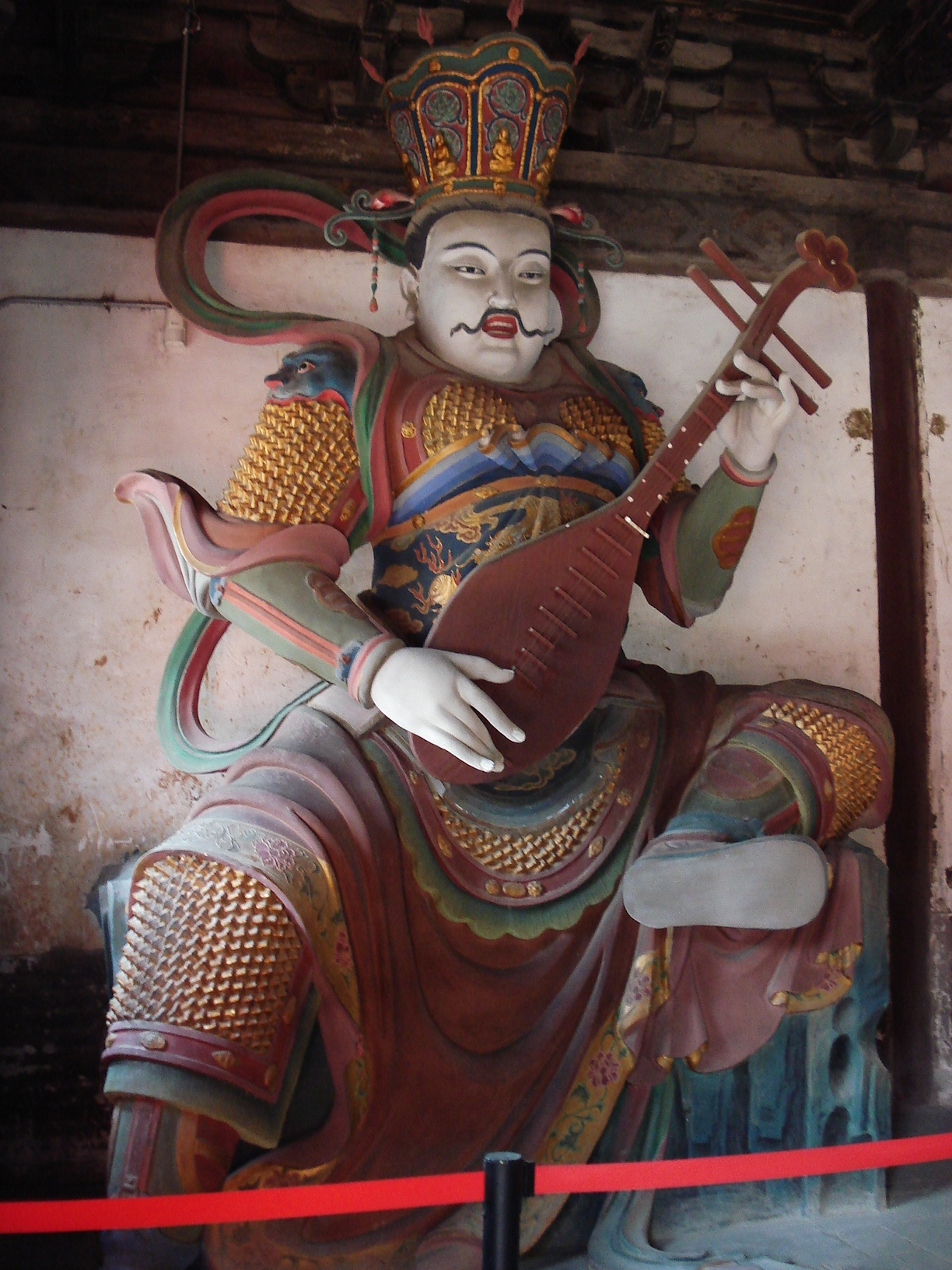
東方持国天（梵: Dhṛtarāṣṭra） - 東勝身洲を守護する。乾闥婆、毘舎遮を眷属とする。
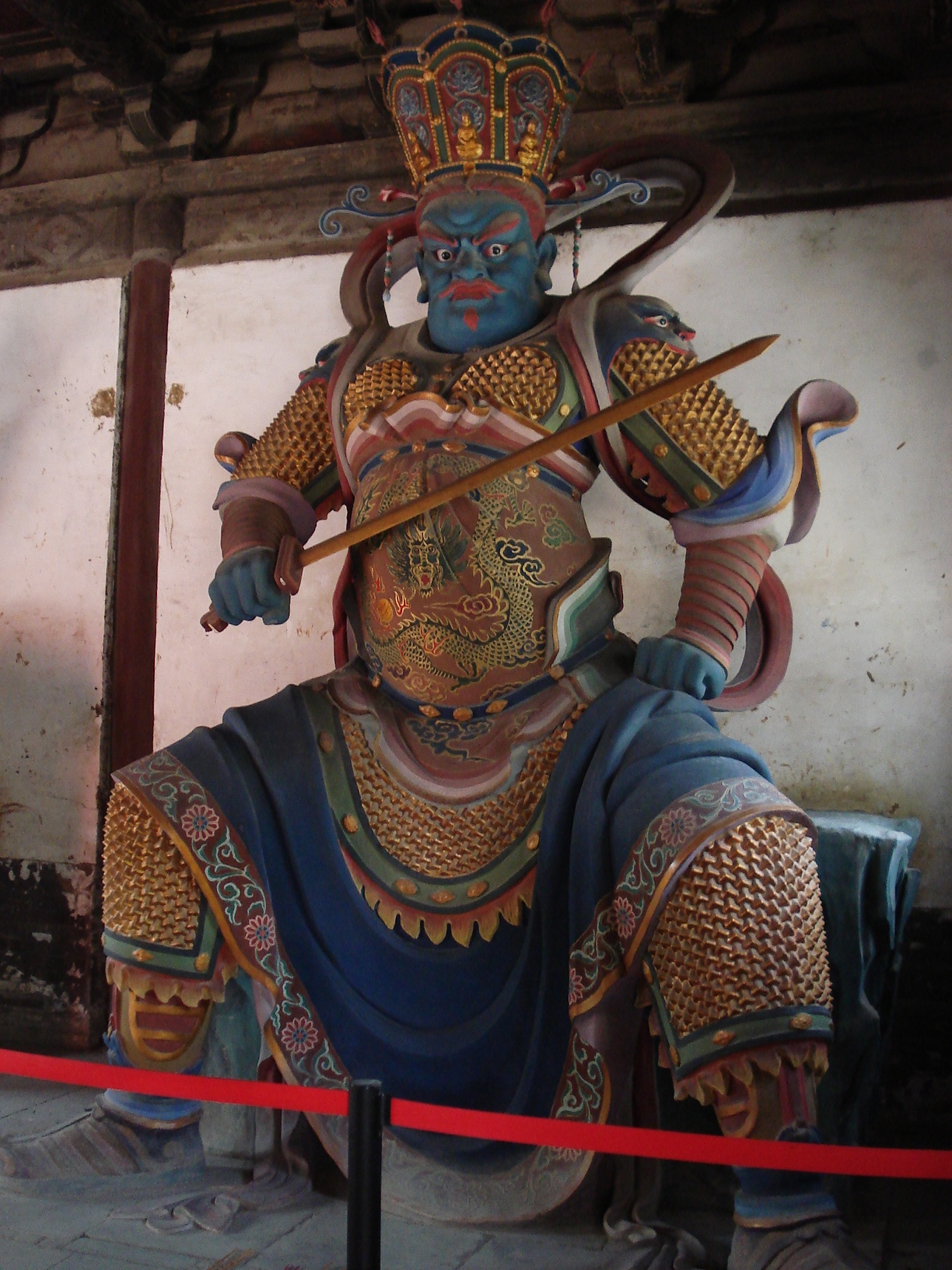
南方増長天（梵: Virūḍhaka） - 南贍部洲を守護する。鳩槃荼、薜茘多(へいれいた)を眷属とする。
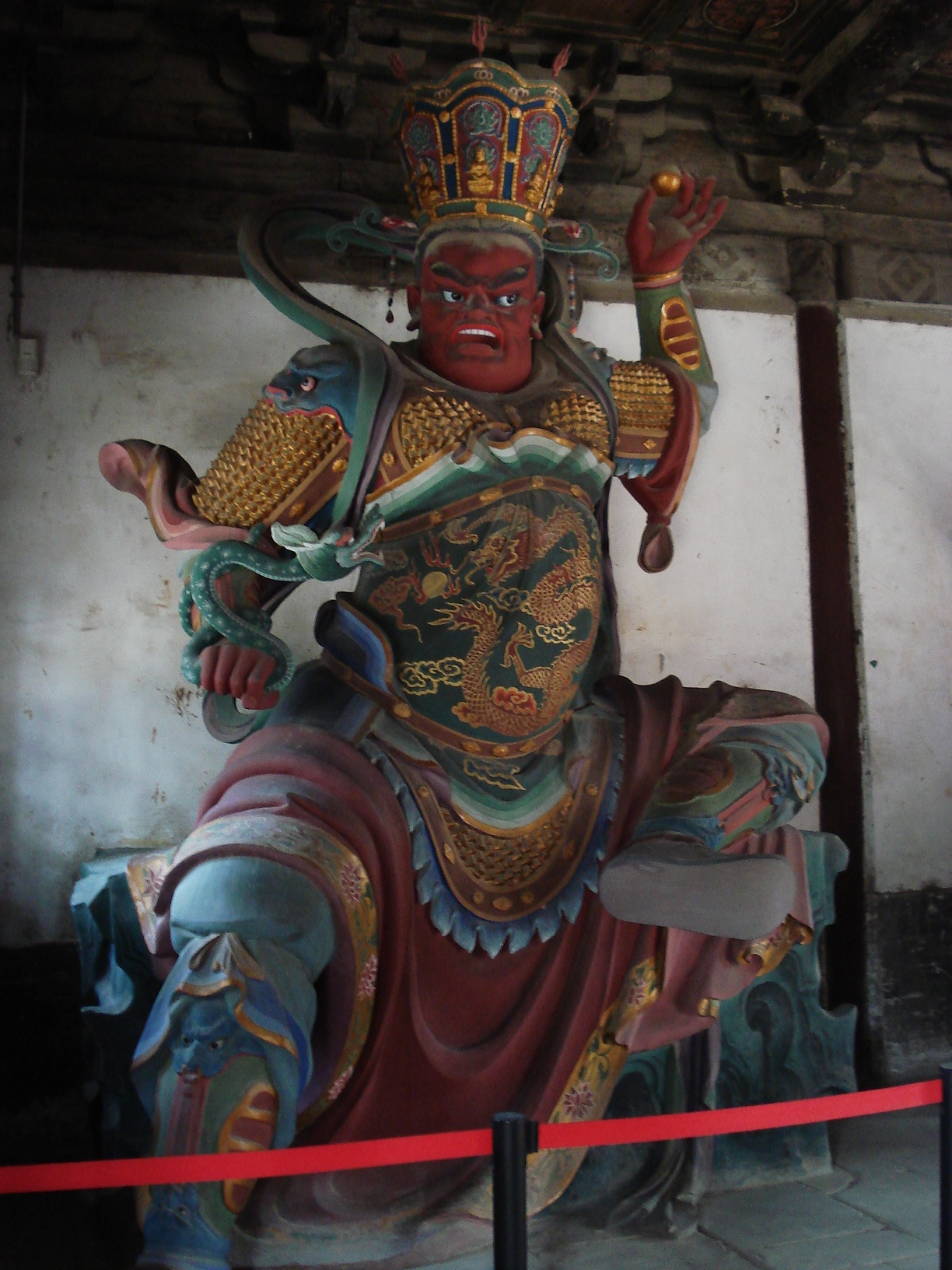
西方広目天（梵: Virūpākṣa） - 西牛貨洲を守護する。龍神、富単那を眷属とする。
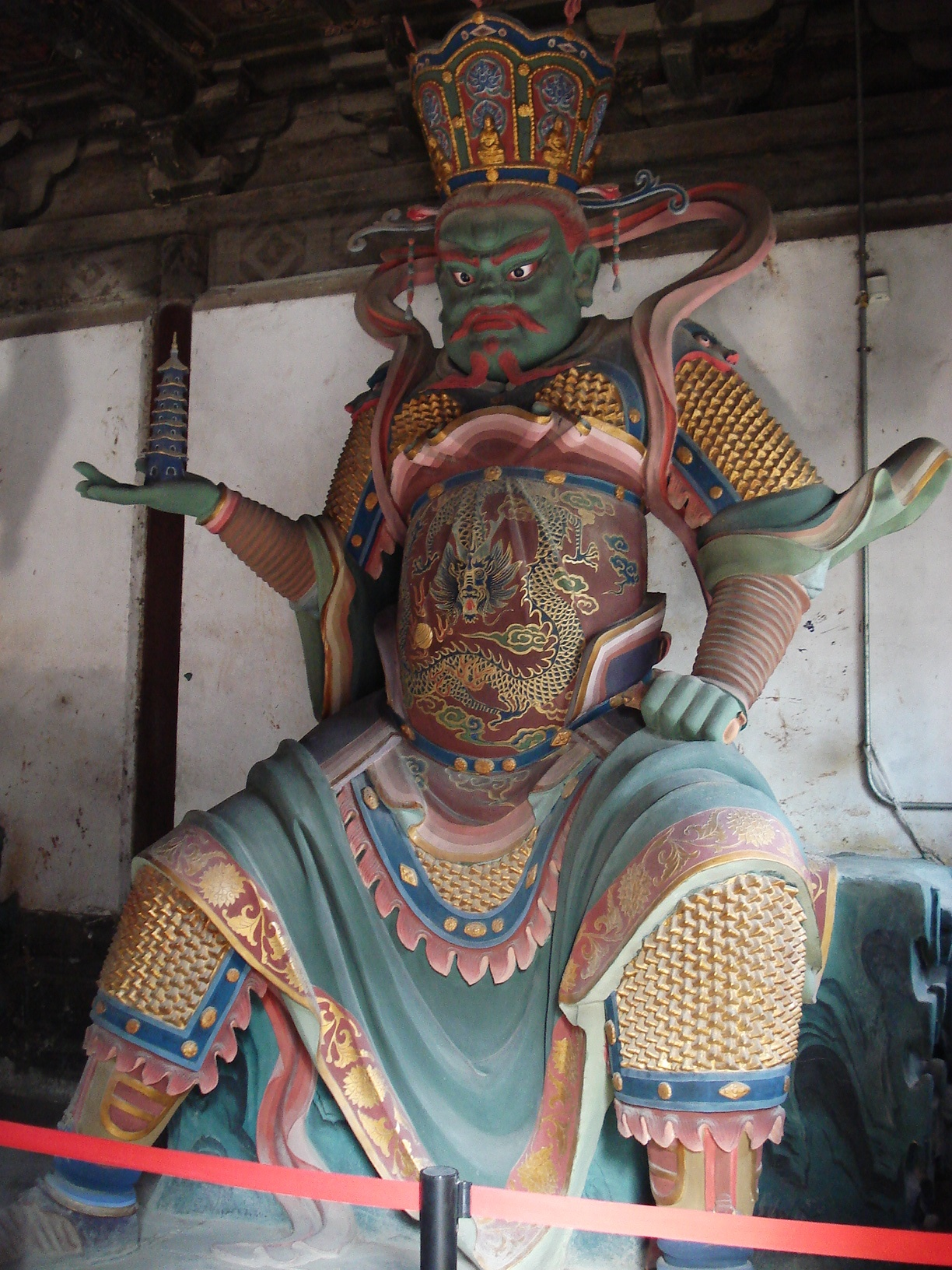
北方多聞天（梵: Vaiśravaṇa） - 北倶盧洲を守護する。毘沙門天とも呼ぶ。原語の意訳が多聞天、音訳が毘沙門天[5]。夜叉、羅刹を眷属とする。七福神の内の一尊。

須弥の四洲（東勝身洲＝とうしょうしんしゅう、南贍部洲＝なんせんぶしゅう、西牛貨洲＝さいごけしゅう、北倶盧洲＝ほっくるしゅう）を守護し、忉利天主・帝釈天の外臣である。この天に住む者の身長は半由旬、寿命は500歳で、その一昼夜は人間界の50年に相当する。

## 日本での信仰
四天王は早くから日本でも信仰されていた。『日本書紀』によれば仏教をめぐっておこされた蘇我馬子と物部守屋との戦いに参戦した聖徳太子は、四天王に祈願して勝利を得たことに感謝して摂津国玉造（大阪市天王寺区）に四天王寺（四天王大護国寺）を建立したとされる。

## 像容

中国北京妙応寺の四天王
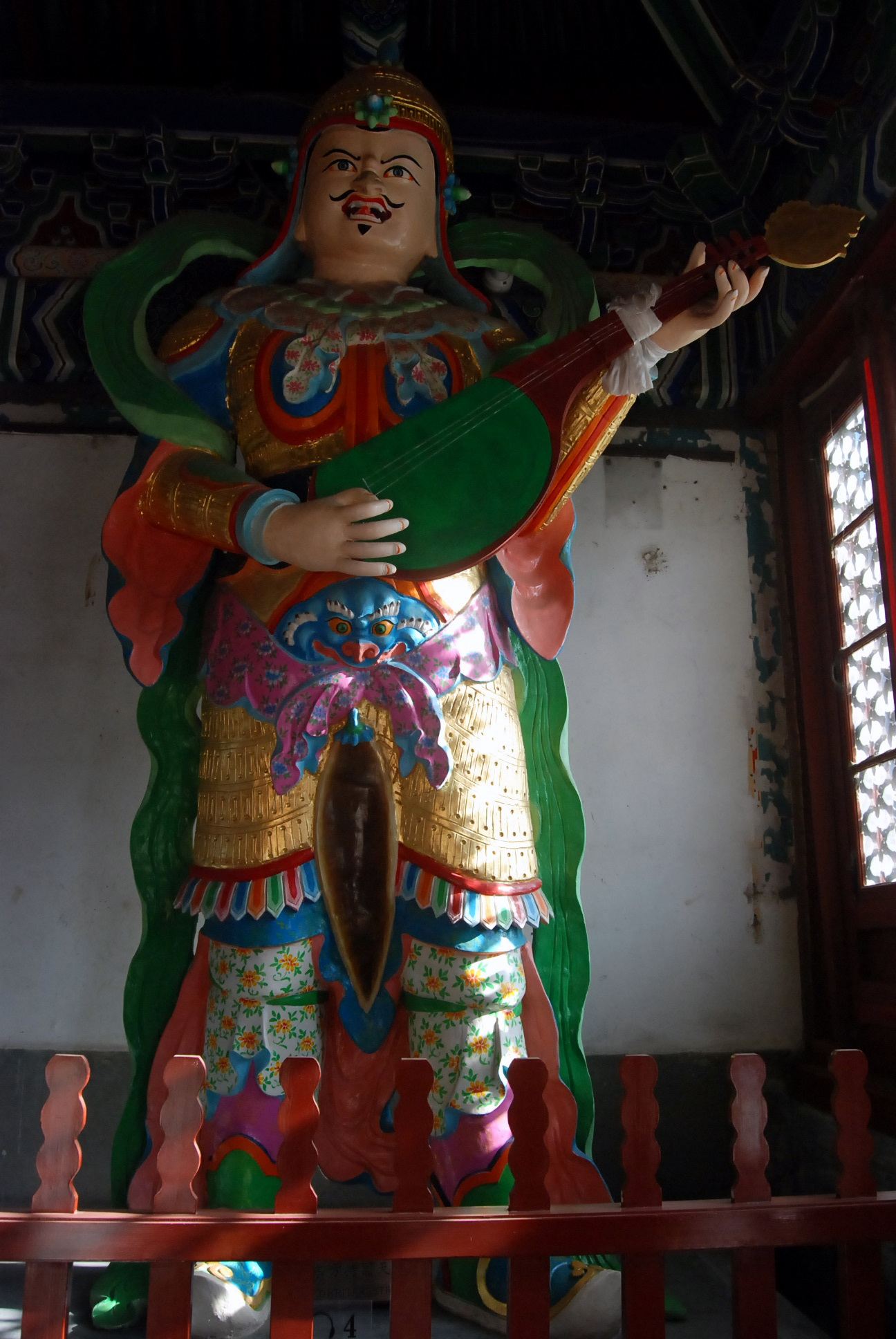
東方持国天
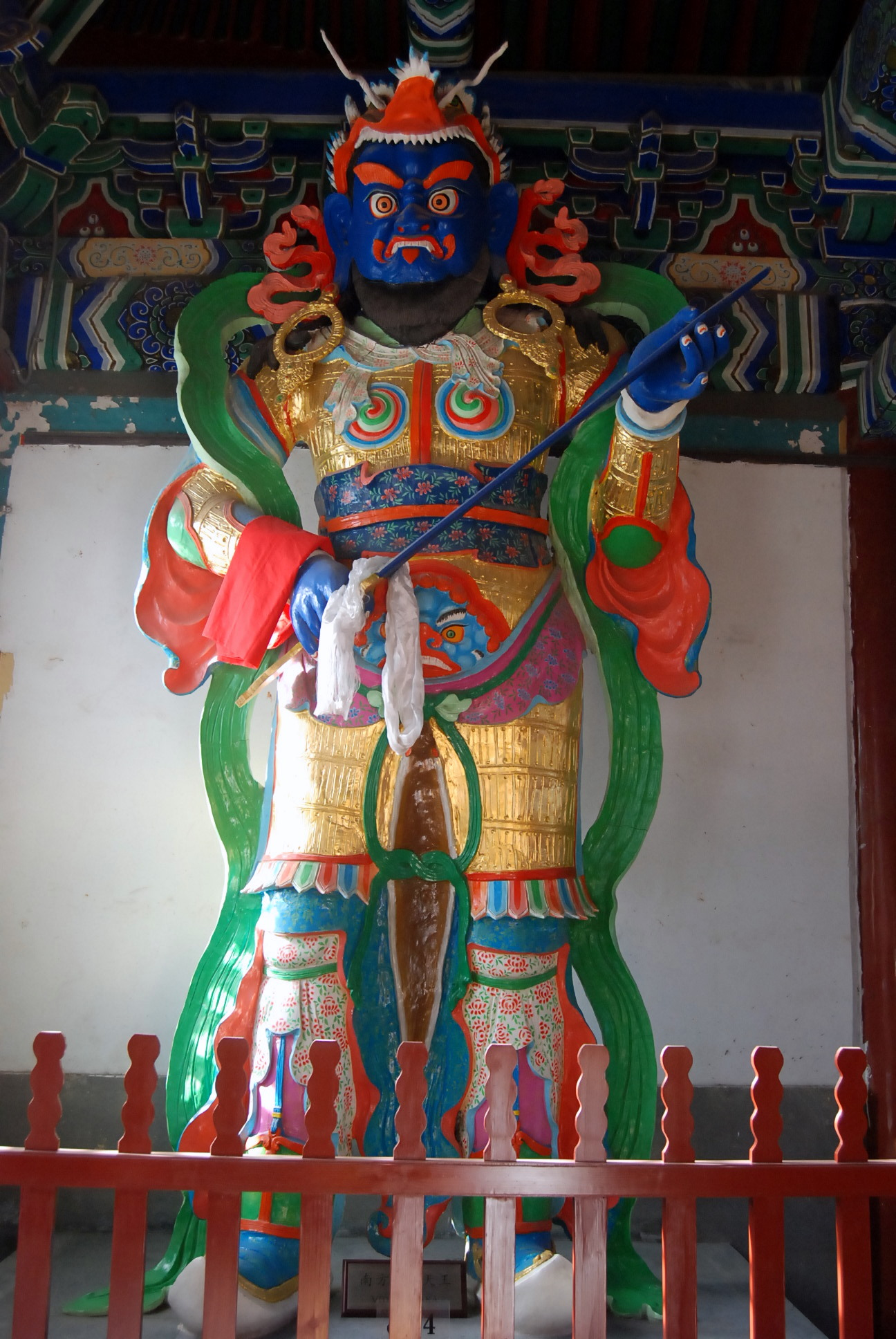
南方増長天
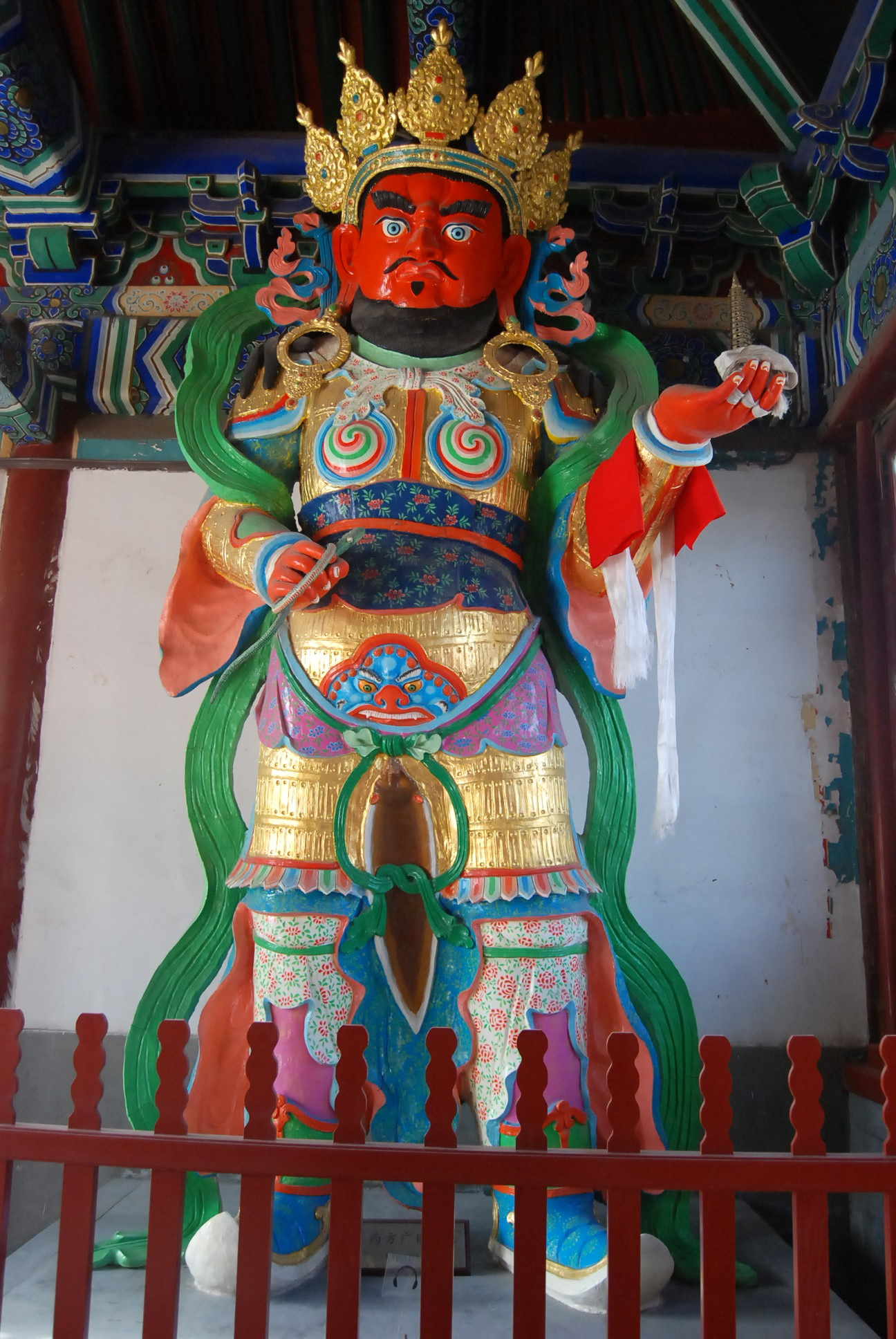
西方広目天
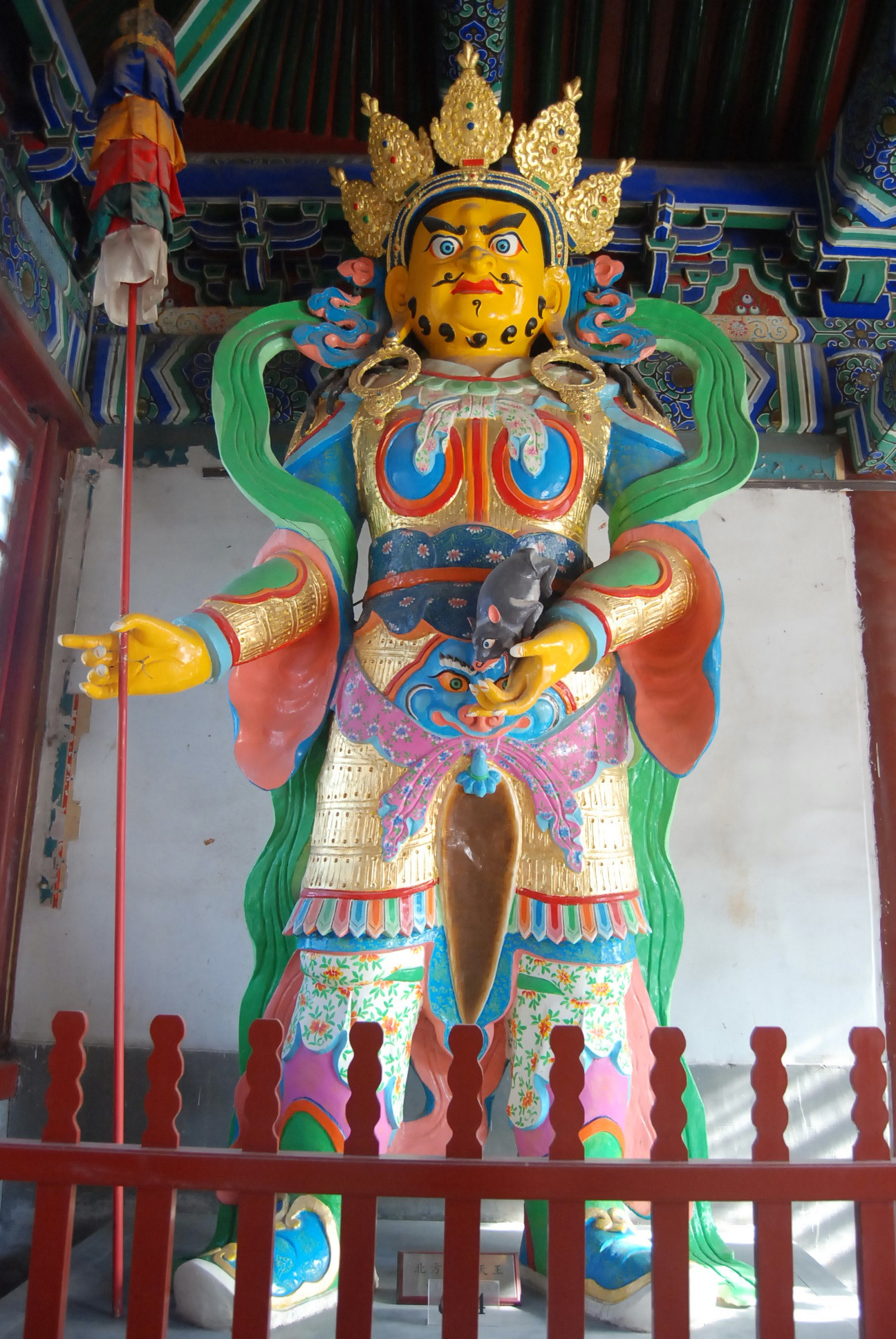
北方多聞天

香港西方寺の四天王
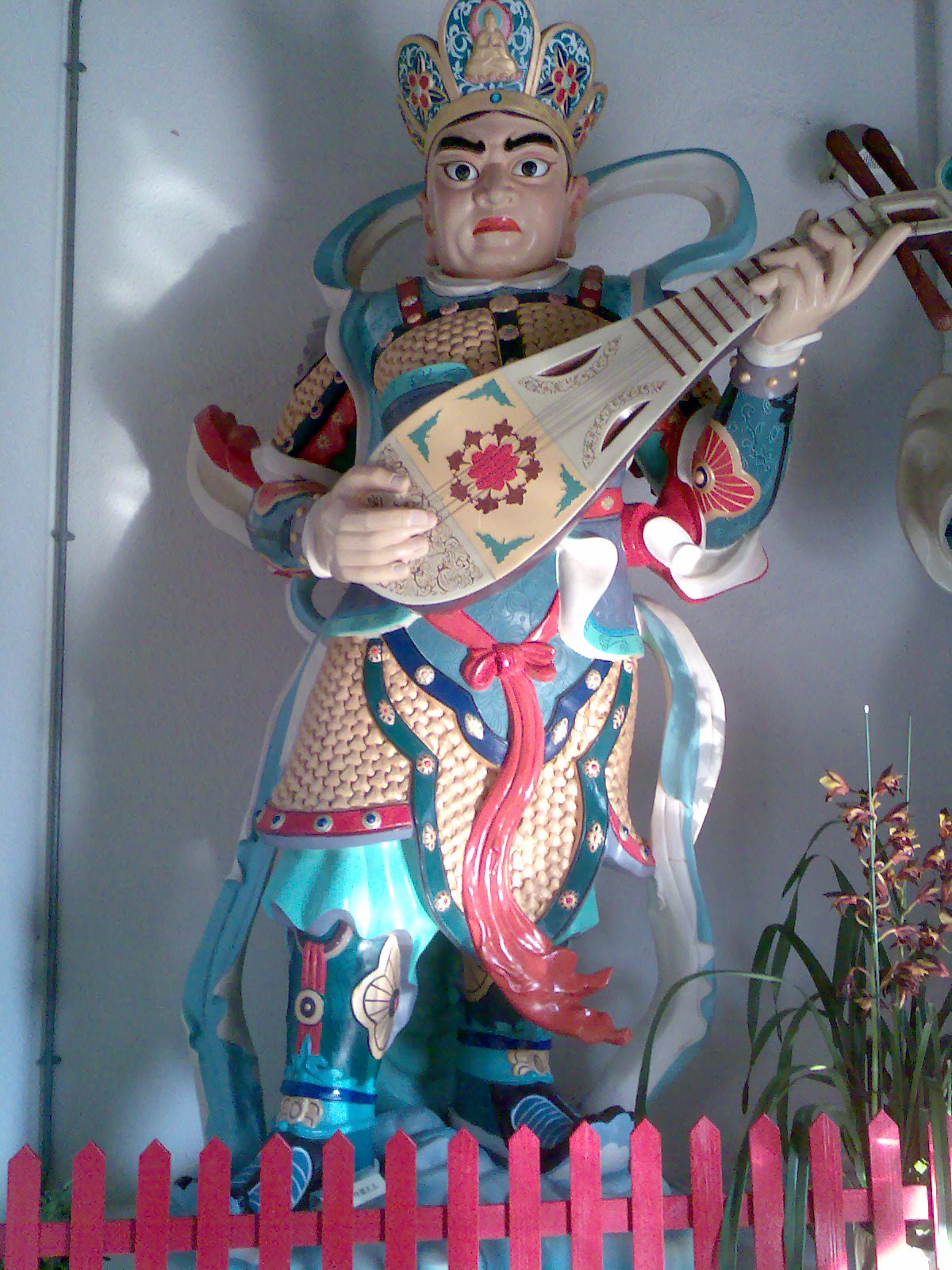
東方持国天
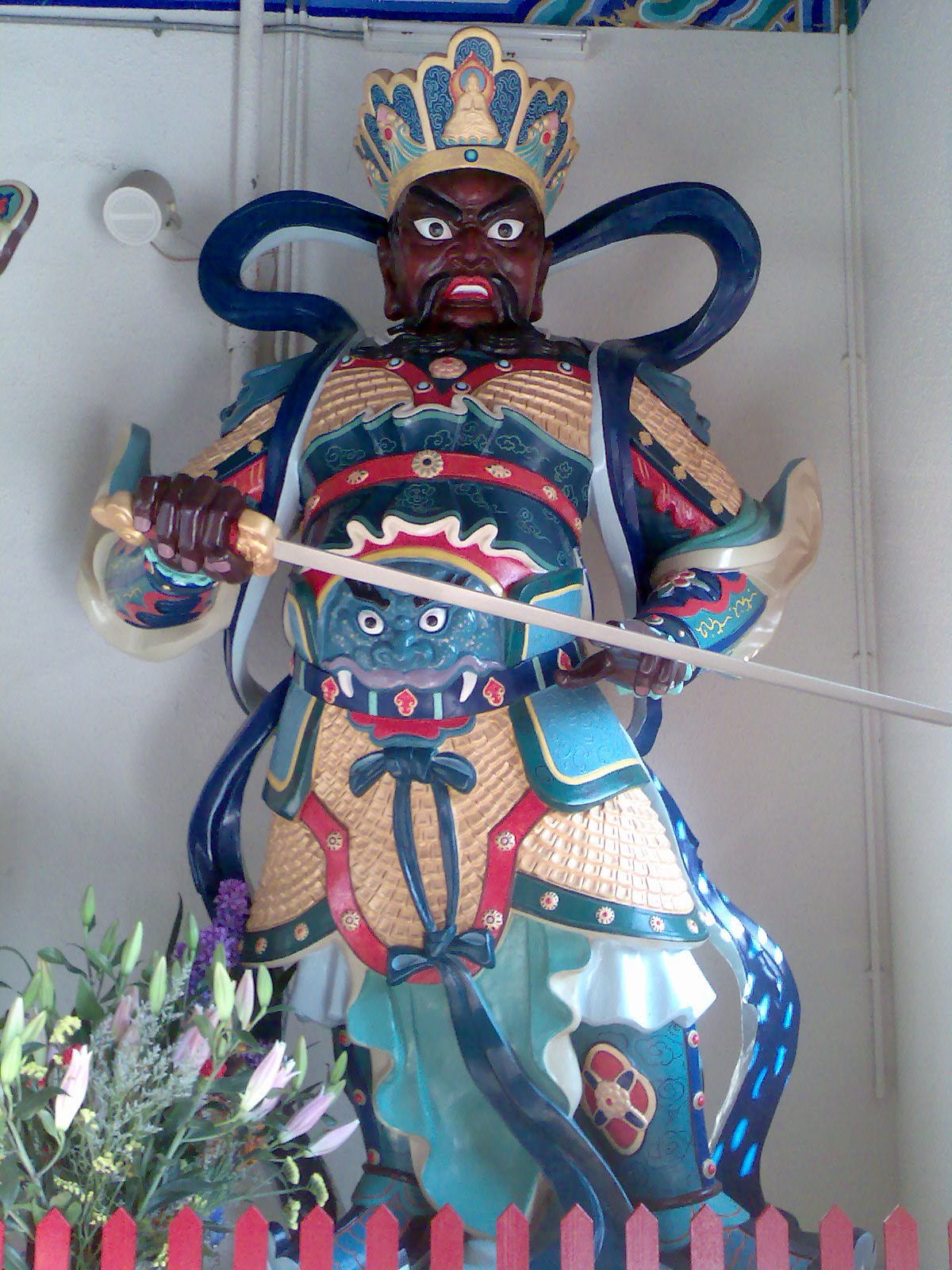
南方増長天
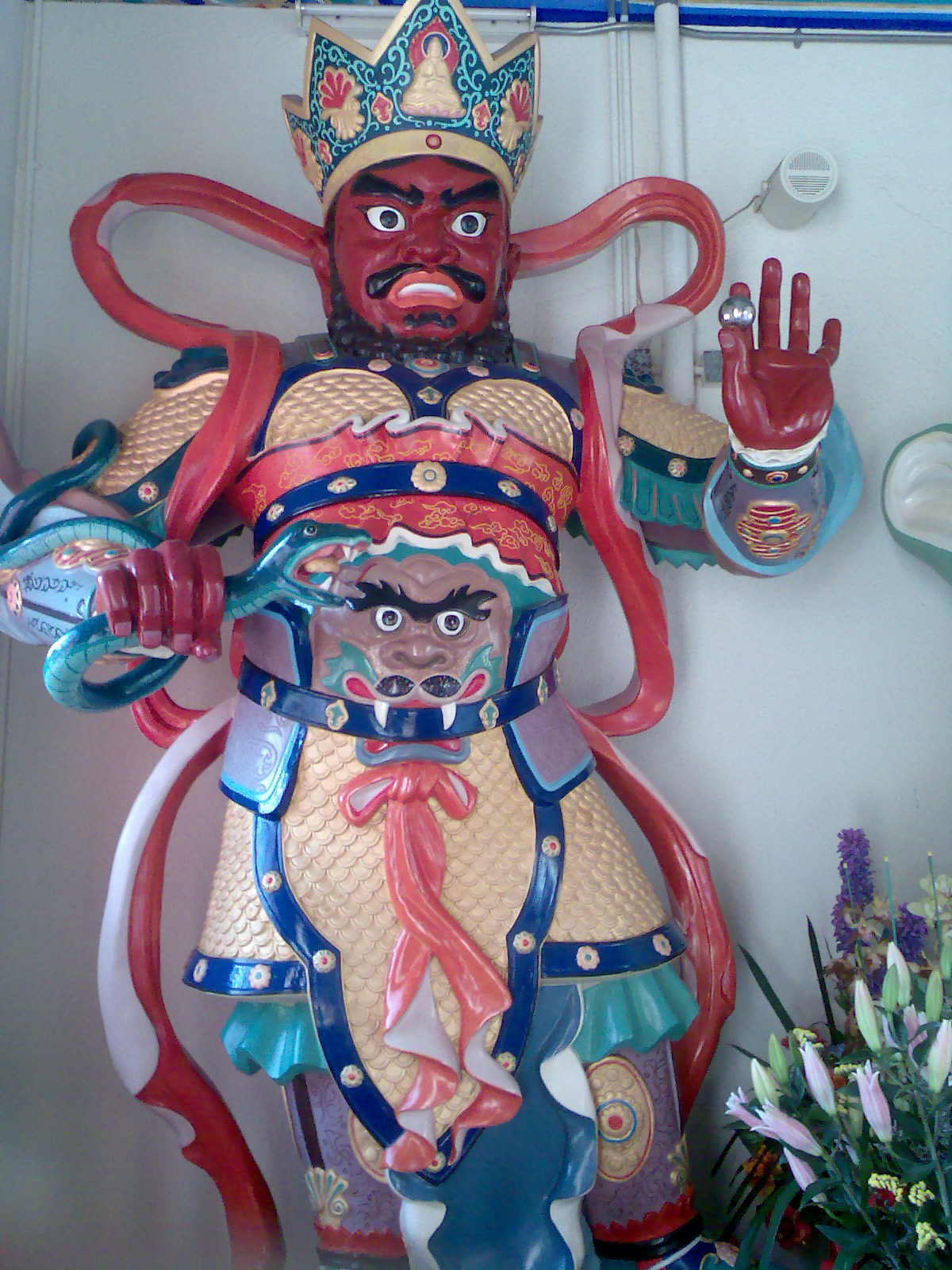
西方広目天
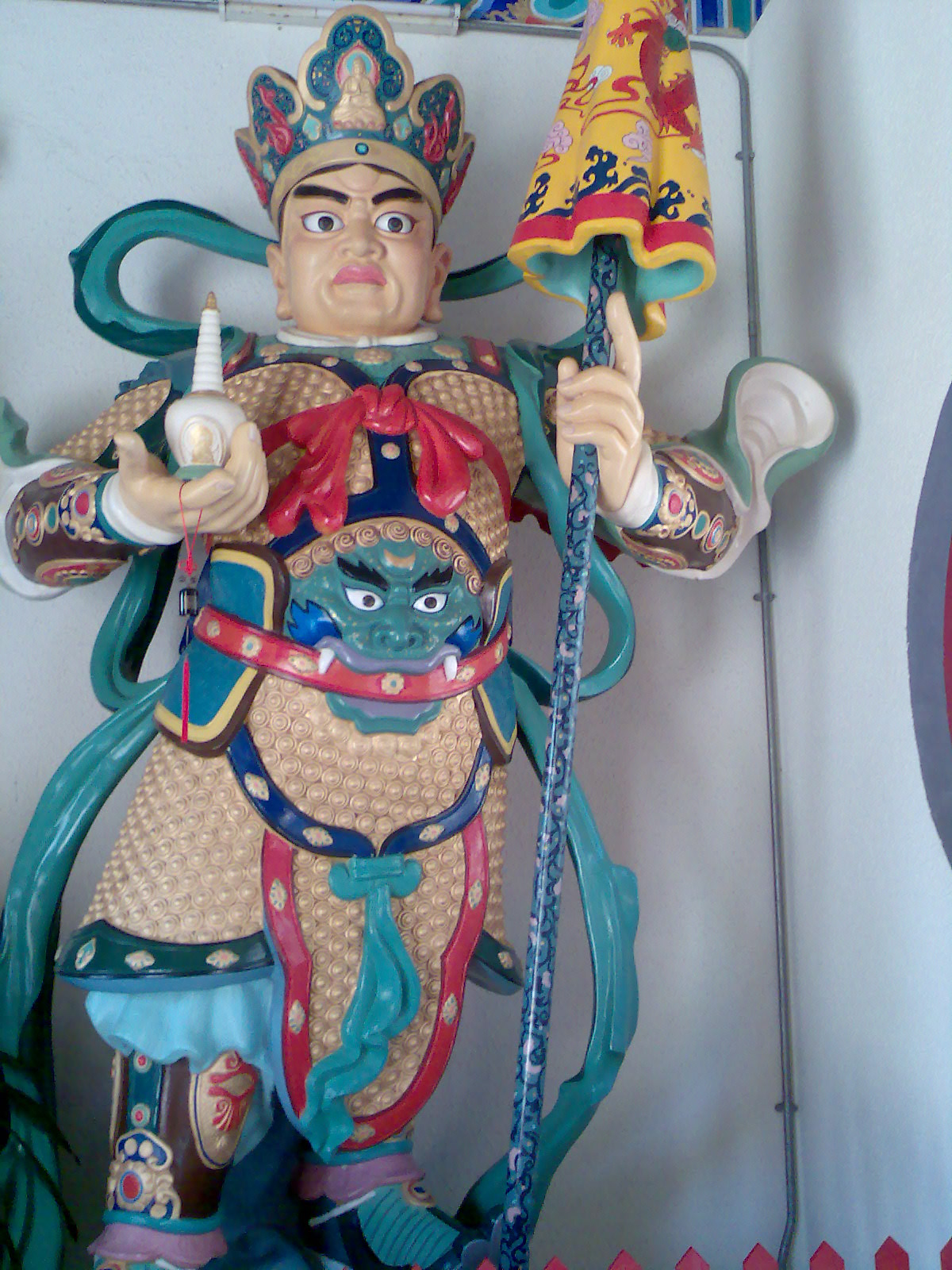
北方多聞天

韓国梵魚寺、修徳寺の四天王
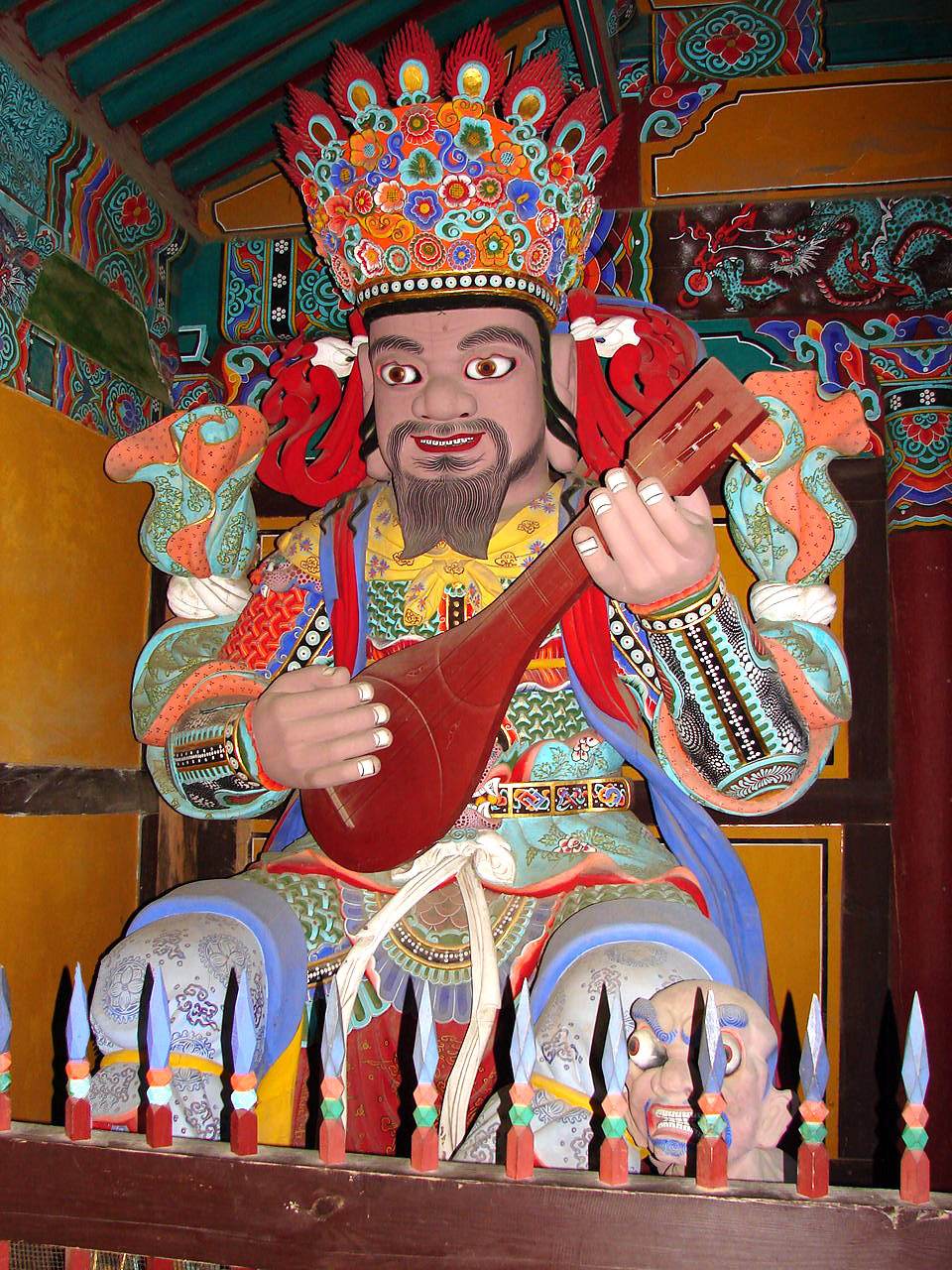
東方持国天
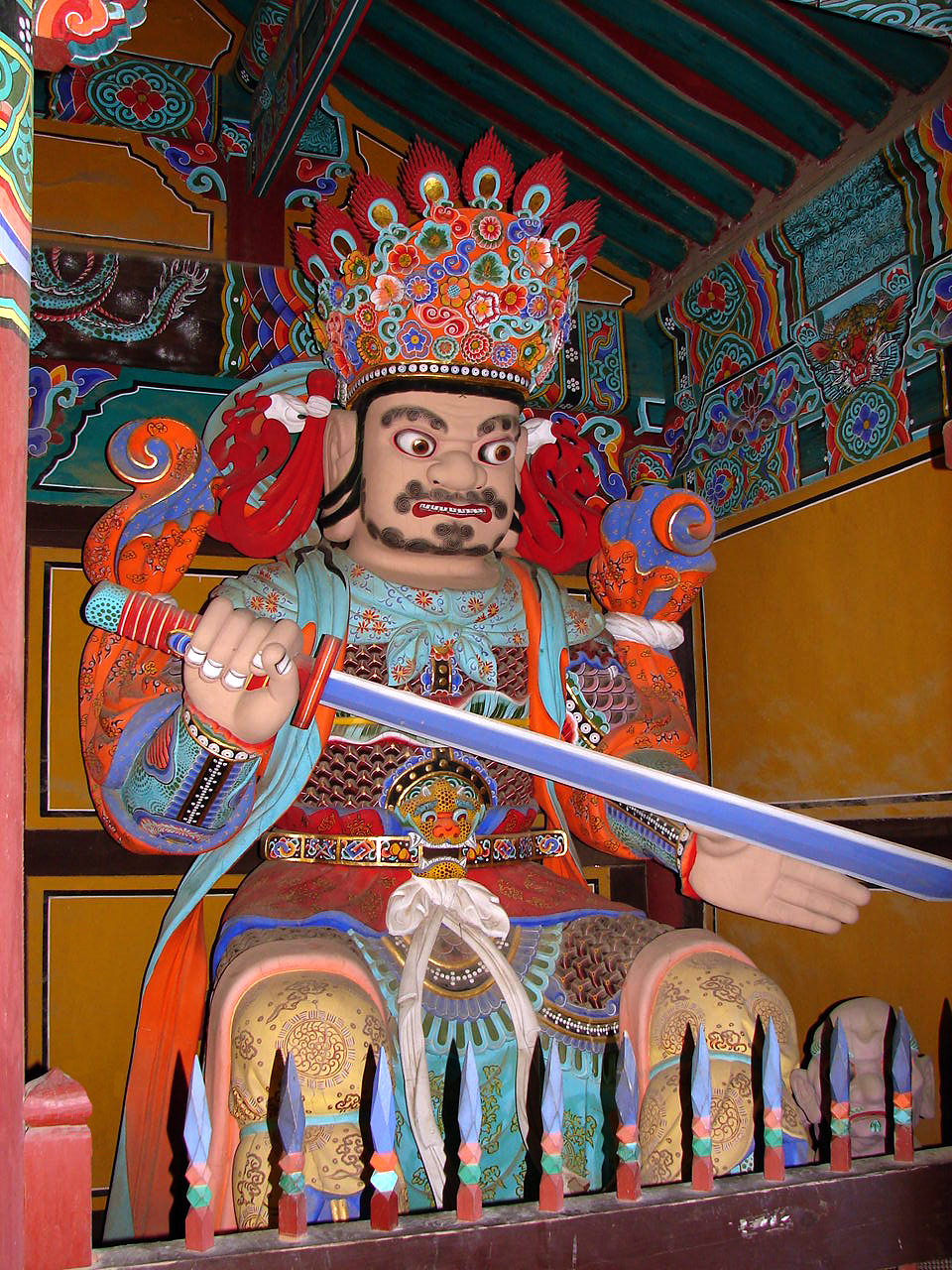
南方増長天
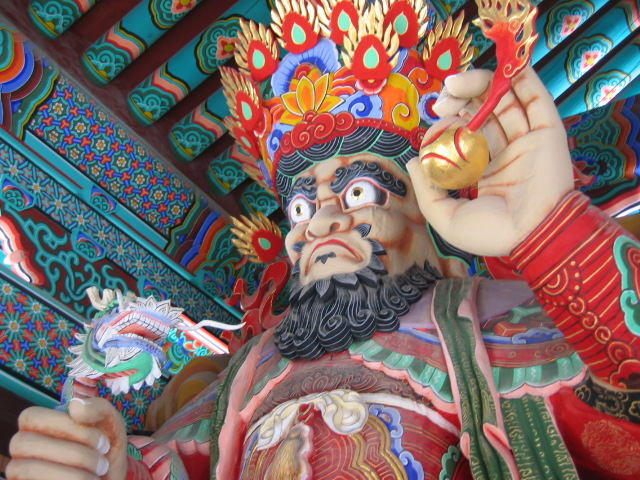
西方広目天
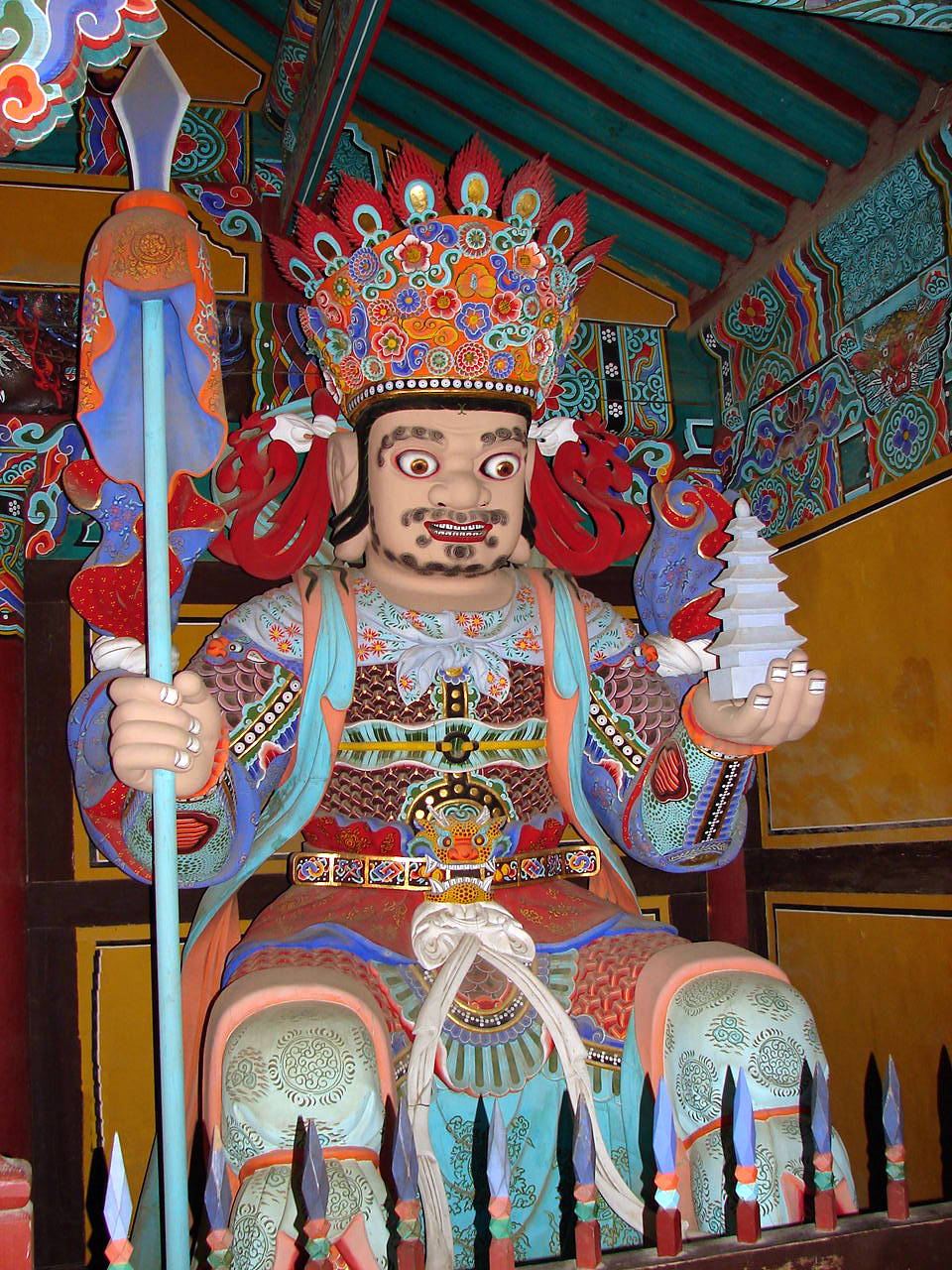
北方多聞天

インドでは貴人の姿で表現されたが、日本では甲冑を着けて武器を持ち、邪鬼を踏みつける姿をとる。像は須弥壇の四隅にそれぞれ配置される。四天王像としては、東大寺の戒壇院のものが有名である。

高砂市時光寺（播州善光寺）の四天王
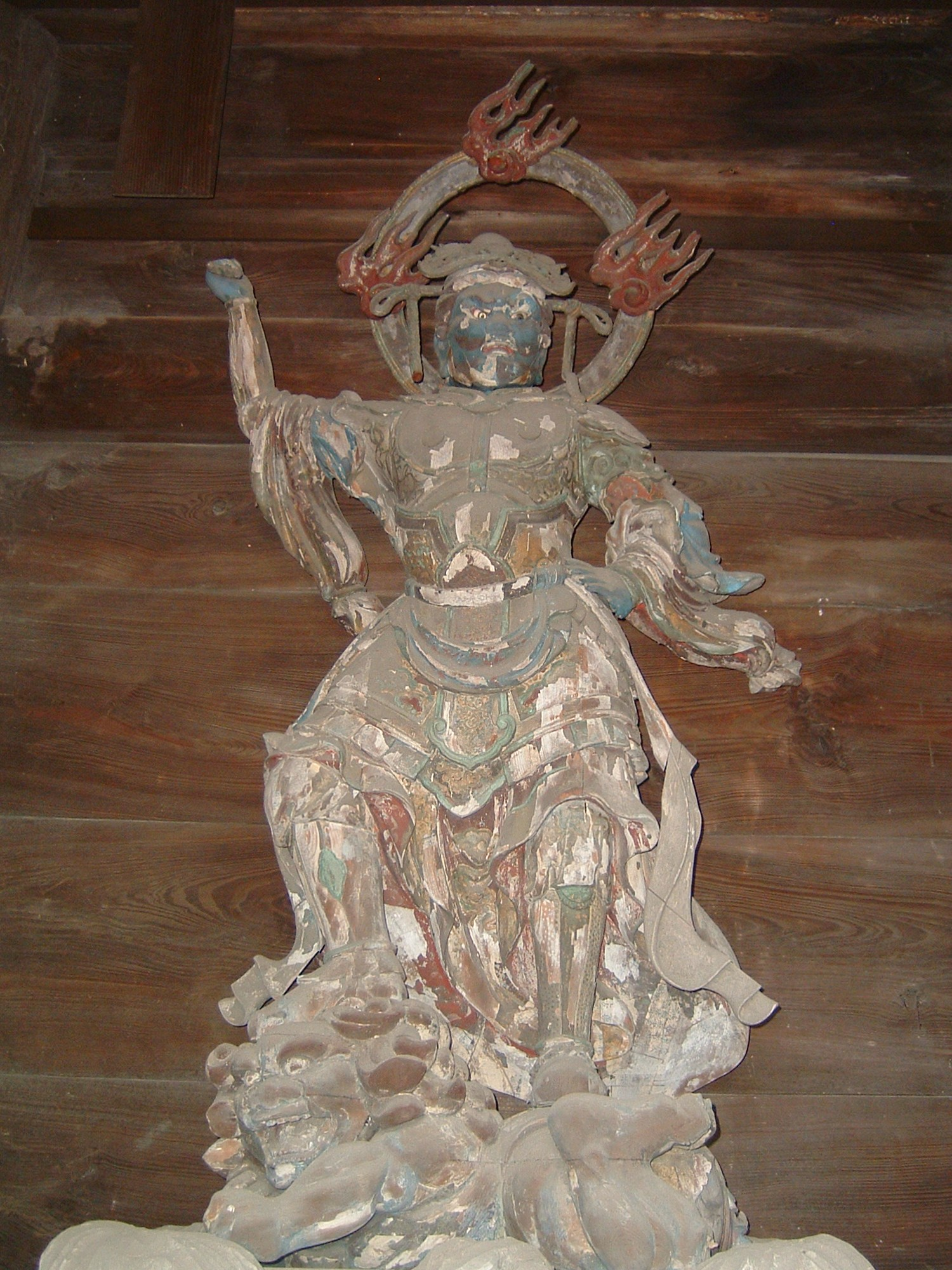
東方持国天
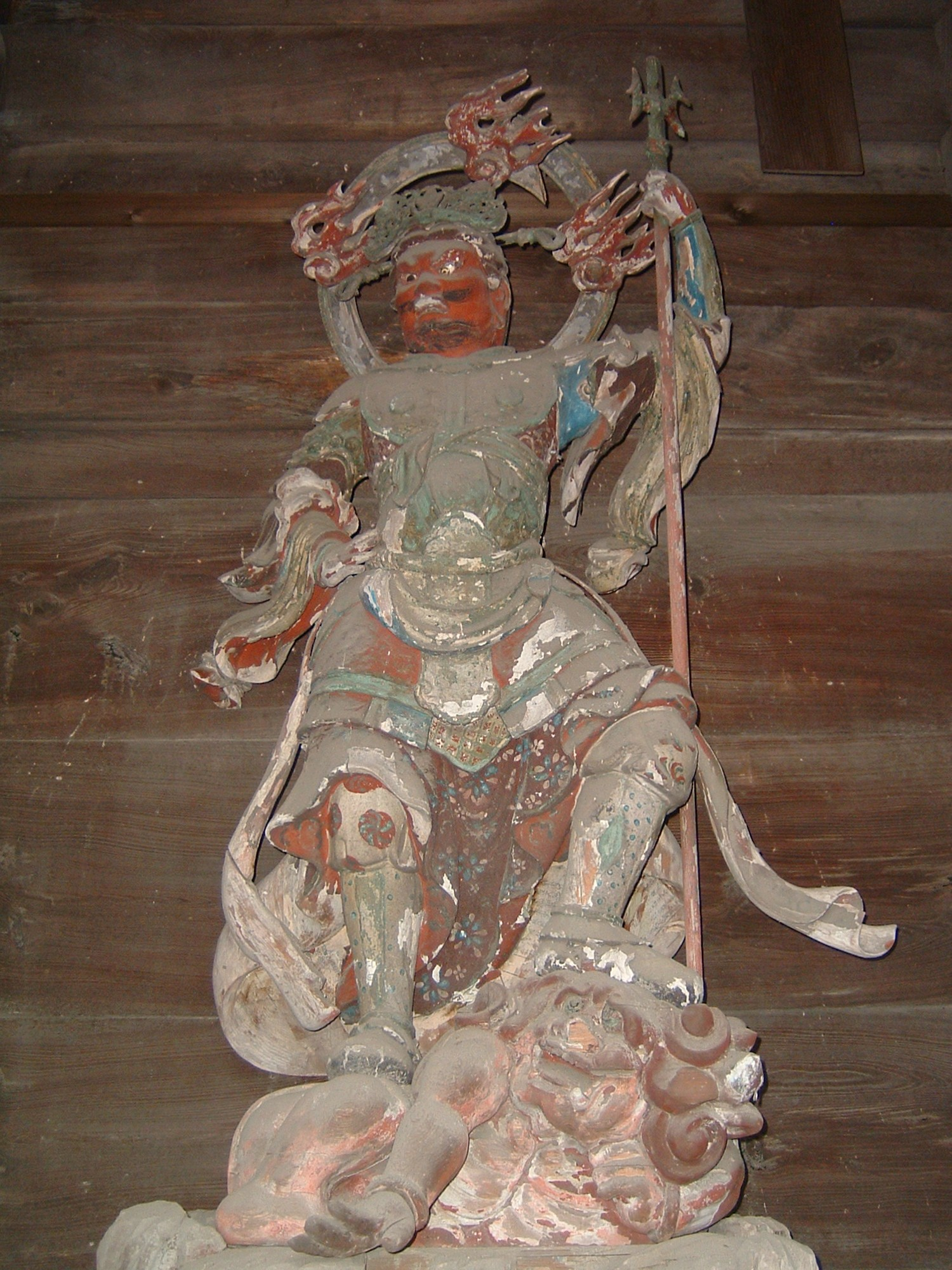
南方増長天
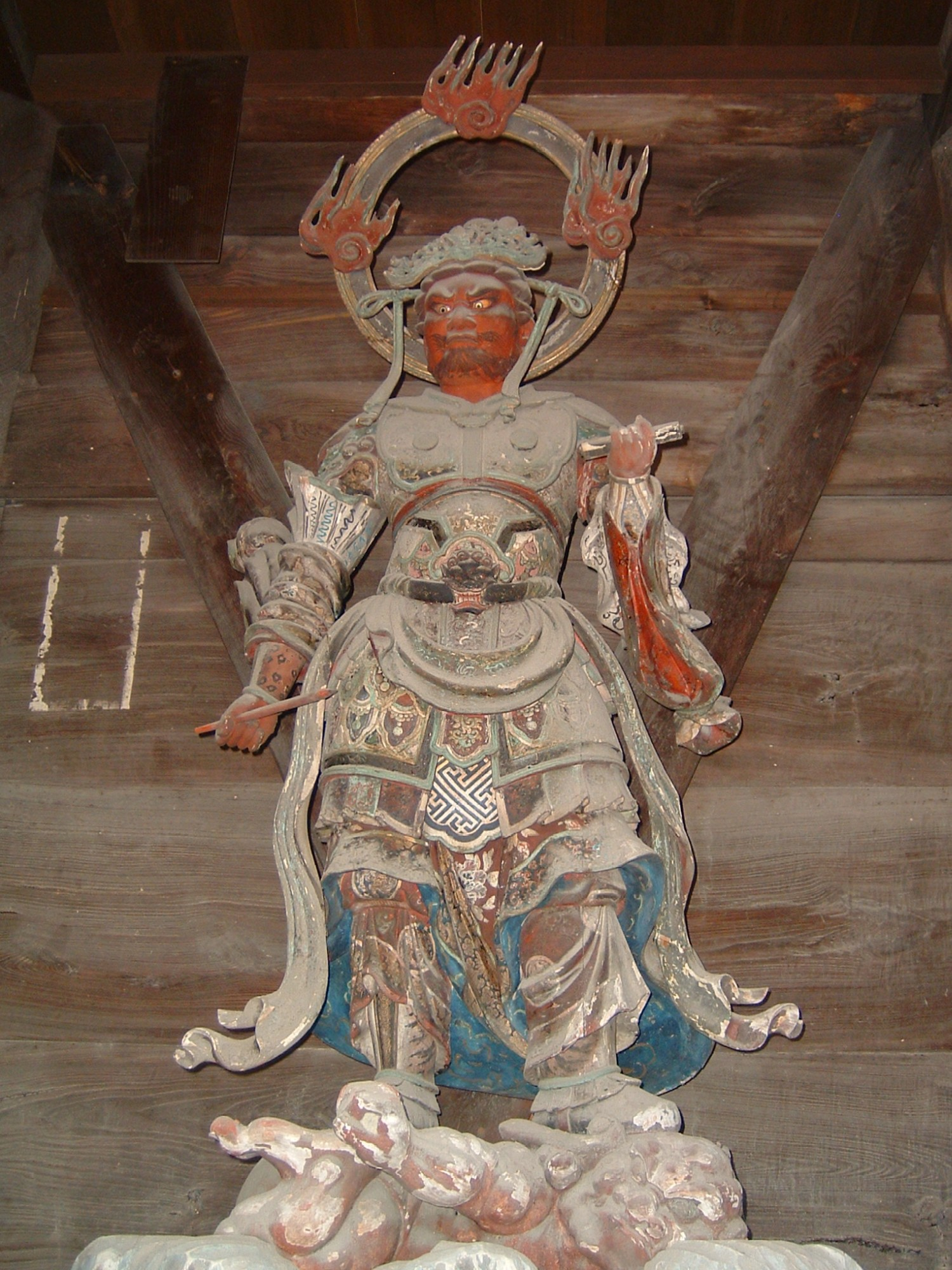
西方広目天
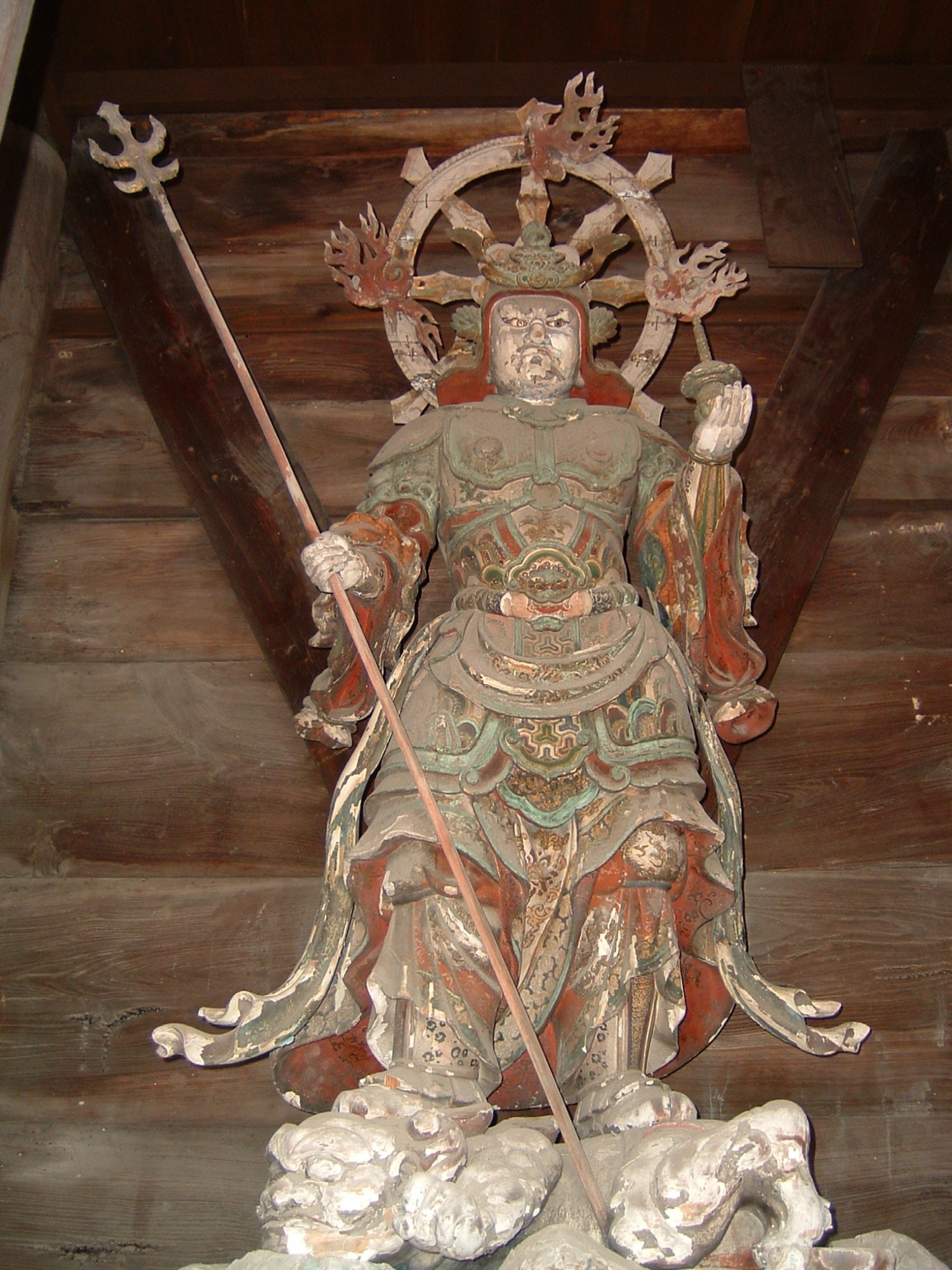
北方多聞天

中国北京十方普覚寺（臥佛寺）の四天王
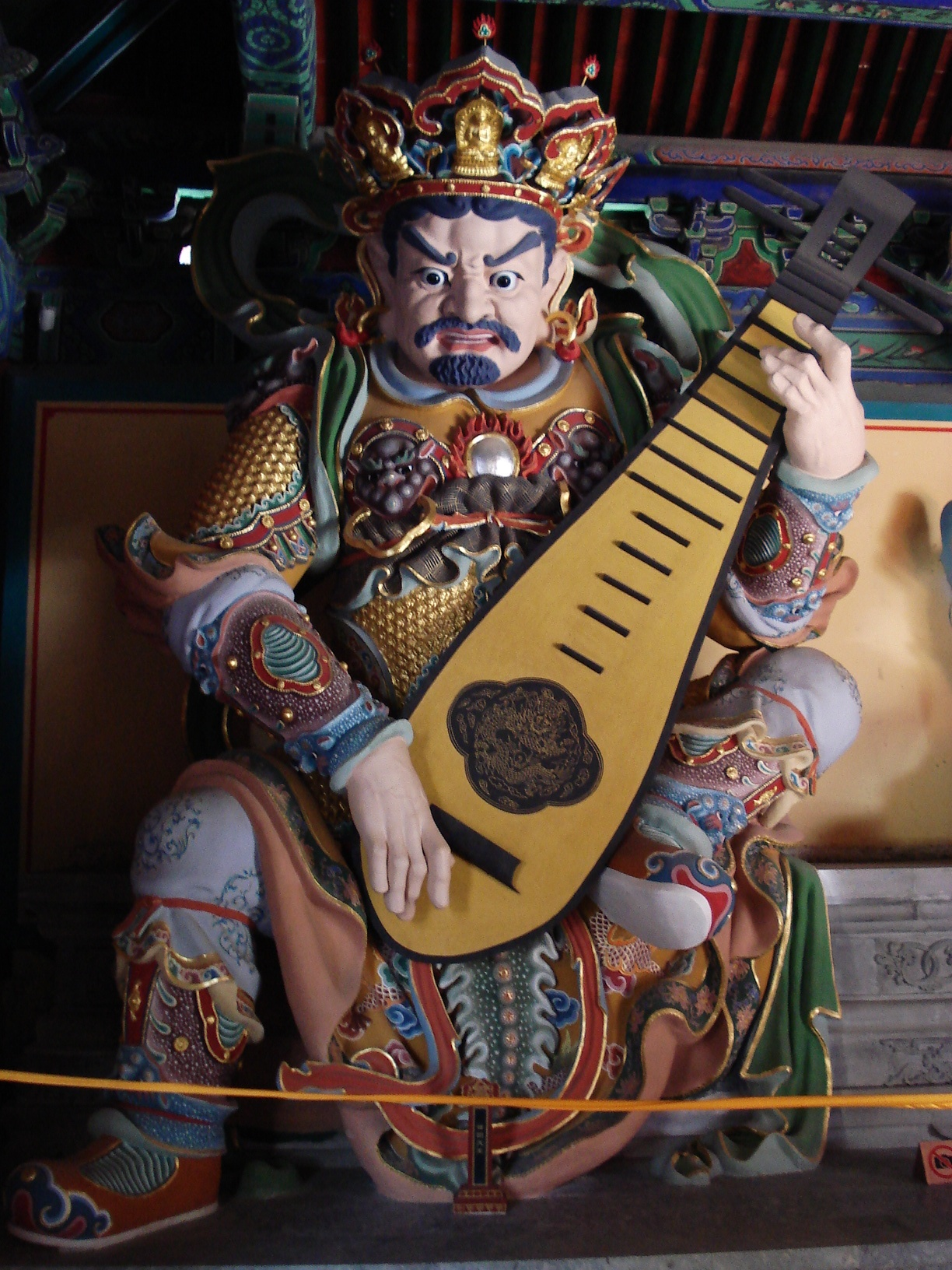
東方持国天
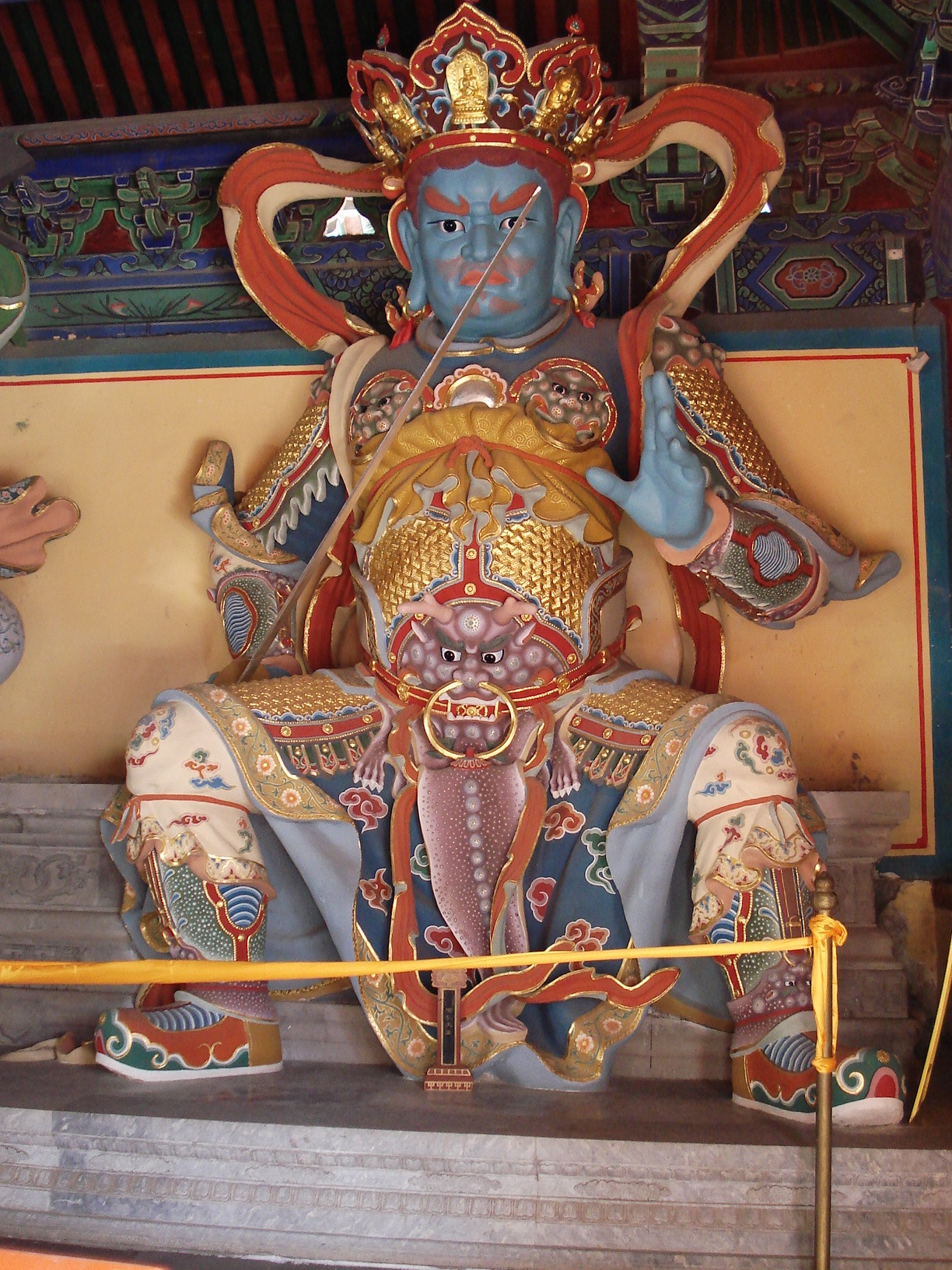
南方増長天
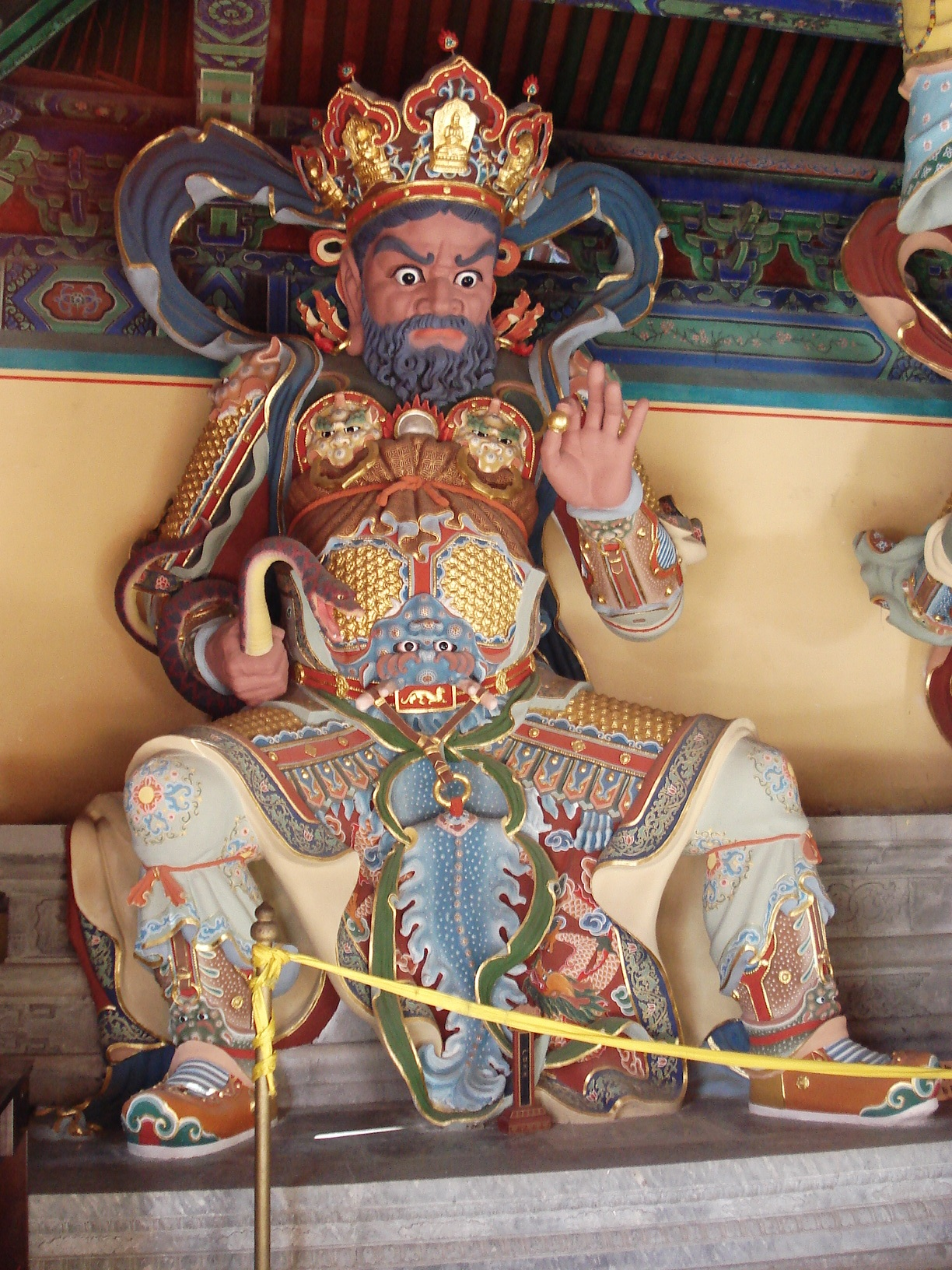
西方広目天
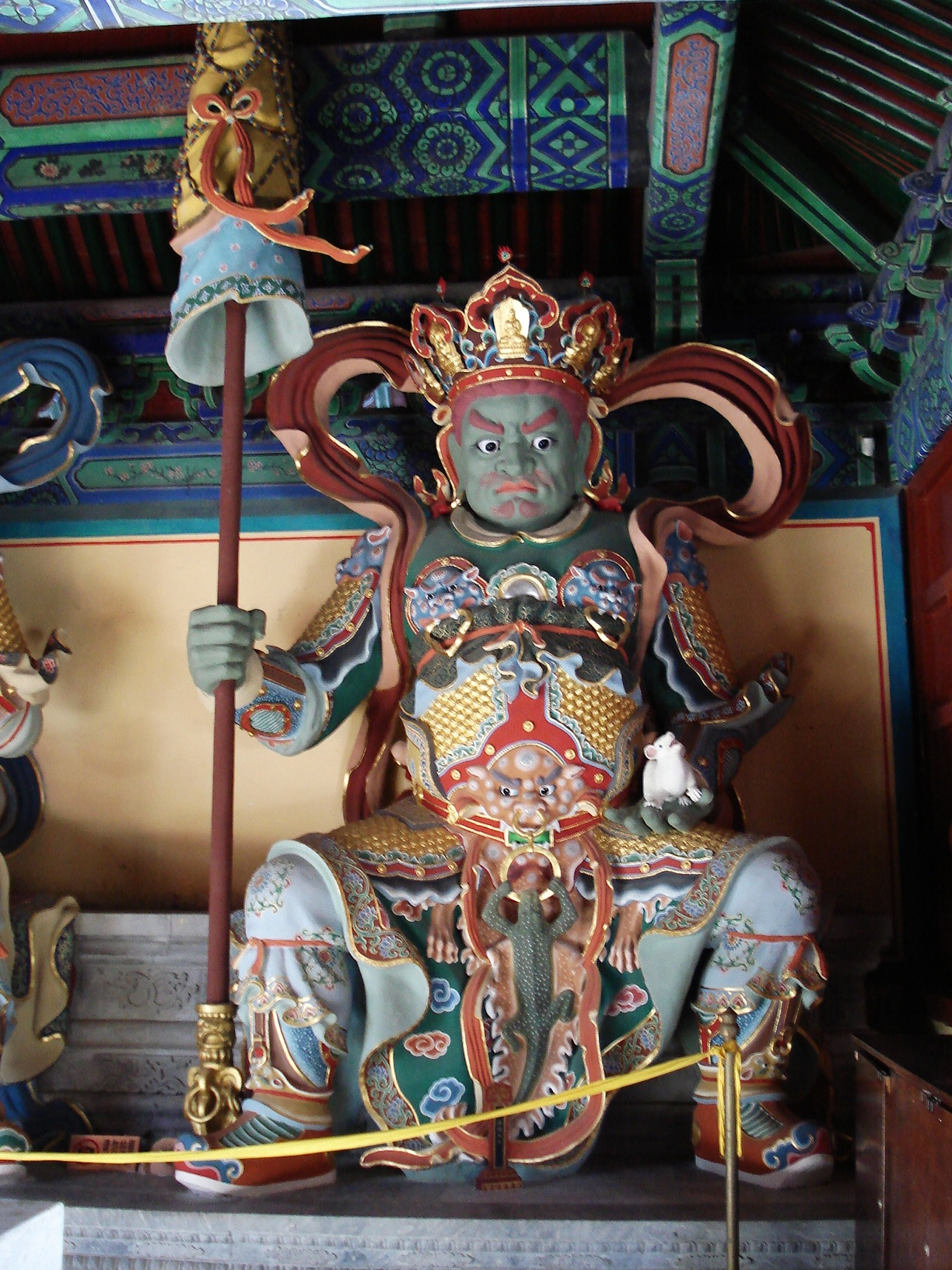
北方多聞天

- 中国北京大覚寺の四天王
- 東方持国天
- 南方増長天
- 西方広目天
- 北方多聞天

- 中国北京妙応寺の四天王
- 東方持国天
- 南方増長天
- 西方広目天
- 北方多聞天

- 香港西方寺の四天王
- 東方持国天
- 南方増長天
- 西方広目天
- 北方多聞天

- 韓国梵魚寺、修徳寺の四天王
- 東方持国天
- 南方増長天
- 西方広目天
- 北方多聞天

## 比喩としての用法
ある分野で有力な4人の人物を「四天王」と表現する。義経四天王、徳川四天王、長船四天王、ものまね四天王、Vシネマ四天王、平成四天王（囲碁）、安倍派四天王、上方落語四天王など。